# Östra Torsås socken
Östra Torsås socken i Småland ingick i Konga härad i Värend, ingår sedan 1971 i Växjö kommun och motsvarar från 2016 Östra Torsås distrikt i Kronobergs län.
Socknens areal är 79,13 kvadratkilometer, varav land 75,63.  År 2000 fanns här 2 264 invånare.  Tätorten Ingelstad med sockenkyrkan Östra Torsås kyrka ligger i socknen.

## Administrativ historik
Östra Torsås socken har medeltida ursprung.
Vid kommunreformen 1862 övergick socknens ansvar för de kyrkliga frågorna till Östra Torsås församling och för de borgerliga frågorna till Östra Torsås landskommun.  Denna senare utökades 1952 för att sedan 1971 uppgå i Växjö kommun. Församlingen uppgick 2014 i Ingelstads församling.
1 januari 2016 inrättades distriktet Östra Torsås, med samma omfattning som församlingen hade 1999/2000.
Socknen har tillhört samma fögderier och domsagor som Konga härad. De indelta soldaterna tillhörde Smålands husarregemente, Växjö kompani (senare Ingelstads skvadron), och Kronobergs regemente, Livkompaniet.

## Geografi
Östra Torsås socken ligger kring Torsjön och Skyeån och gränsar i öster till Rottnen. Området består av mjukt kuperad skogsbygd.

## Fornminnen
Tio hällkistor från stenåldern och 35 rösen, inklusive det kända Limmerör, från bronsåldern är kända. Fyra järnåldersgravar med Inglinge hög finns här också. Två runristningar varav en vid Nöbbeled.

## Namnet
Namnet (1403 Thorssaas), taget från kyrkbyn, består av förledet Tor och efterledet ås. Namnet Östra Torsås socken fastställdes 19 september 1854, från att tidigare ha använts bredvid Torsås socken, för att särskilja socknen från Västra Torsås socken i Allbo härad.
Tätorten Ingelstad är ursprungligen ett stationssamhälle som växte fram inom Ingelstads by efter att Växjö–Tingsryds Järnväg drogs över Ingelstads ägor 1897. Ingelstad gränsade till den ursprungliga kyrkbyn Torsås. Det växande Ingelstads stationssamhälle uppslukade kyrkbyn Torsås, vilket förklarar varför socknen/distriktet Östra Torsås och orten Ingelstad har olika namn.

## Personer från Östra Torsås socken
- Matts Magni Granström